# Clibadium peruvianum
Clibadium peruvianum là một loài thực vật có hoa trong họ Cúc. Loài này được Poepp. ex DC. mô tả khoa học đầu tiên năm 1836.